# Kaskáda na řece Rio Grande
Kaskáda na řece Rio Grande je soustava vodních elektráren v Brazílii. Při využití spádu řeky na výšce 515 m je při celkovém výkonu 7 190 MW pátou nejvýkonnější kaskádou vodních elektráren v Brazílii.  

## Všeobecné informace
|                     | spád (m) | výkon (MW) |
| ------------------- | -------- | ---------- |
| Camargos            | 25       | 46         |
| Itutinga            | 25       | 52         |
| Funil               | 40       | 180        |
| Furnas              | 94       | 1 216      |
| Mascarenhas         | 45       | 476        |
| Luís Carlos Barreto | 61       | 1 050      |
| Jaguara             | 45       | 424        |
| Igarapava           | 18       | 210        |
| Volta Grande        | 25       | 380        |
| Porto Colombia      | 20       | 320        |
| Maribondo           | 60       | 1 440      |
| Áqua Vermelha       | 57       | 1 396      |

Rio Grande je delší ze dvou zdrojnic řeky Paraná. Její délka se tak započítává do celkové délky veletoku. Horní povodí sbírá srážky z pohoří Serra da Mantiqueira. Velké vody akumuluje vodní dílo Furnas, které vytváří rozlehlou přehradní nádrž o sedmém největším pracovním objemu v Brazílii. Umělé jezero dokáže zadržet příliv vysokých vod až přes období sucha. Níže položené vodní elektrárny tak mohou pracovat s dostatečně vyrovnaným průtokem. 

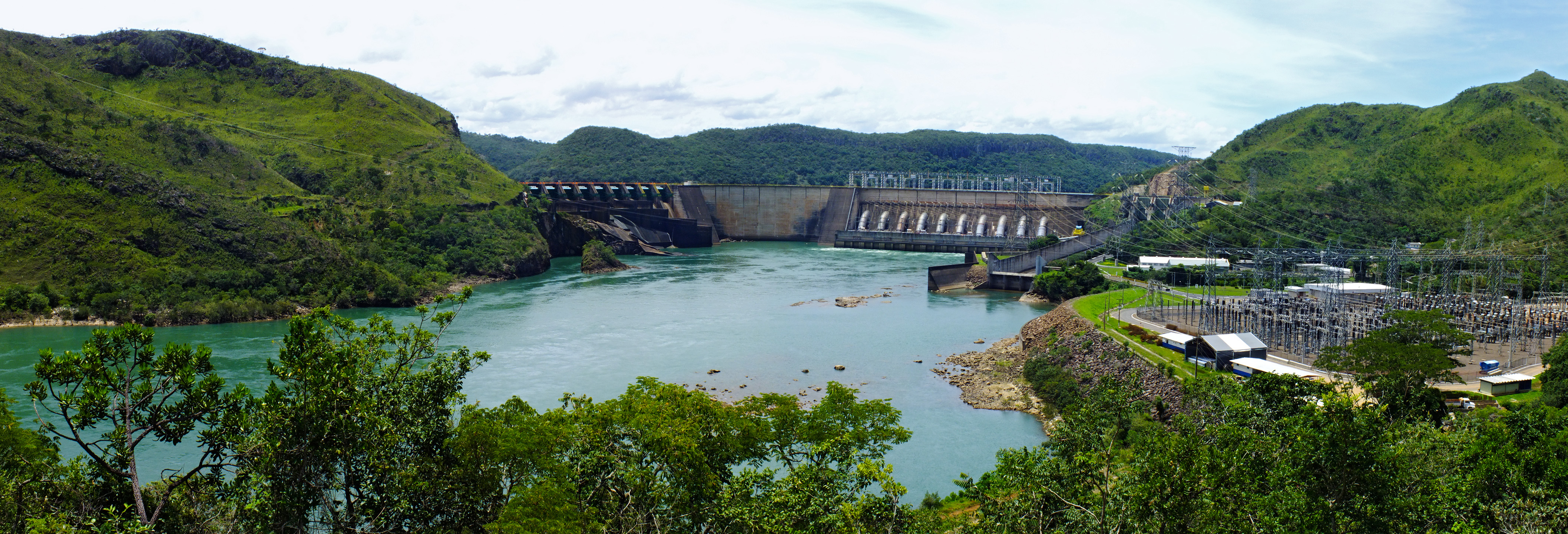
Typický údolní profil představuje přehradní těleso Mascarenhas.